# Ral·li de Gal·les

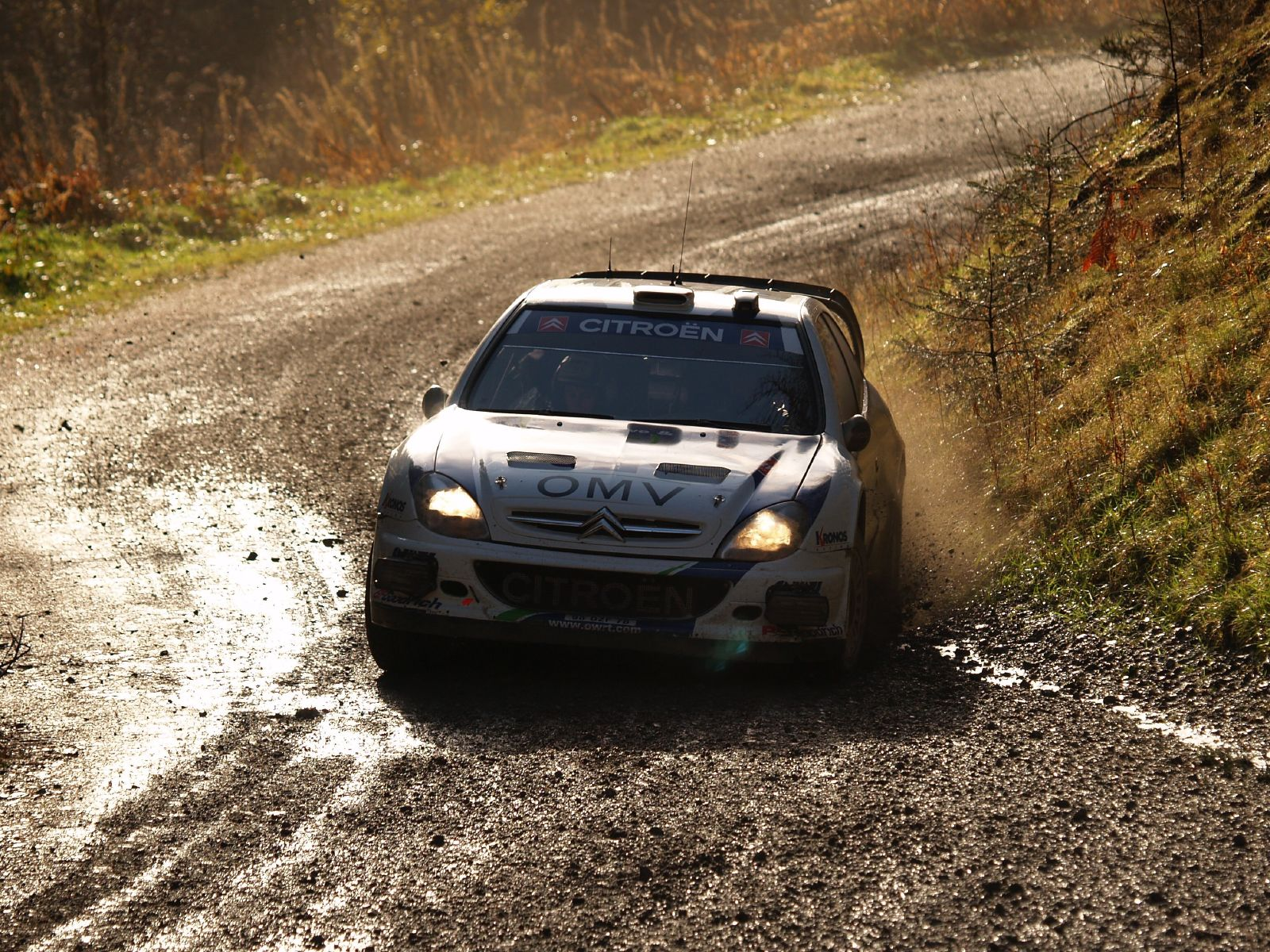
Manfred Stohl amb el Citroën Xsara WRC a l'edició del 2007

El Ral·li de Gal·les, oficialment anomenat Wales Rally of Great Britain (abreujat Wales Rally GB), és la prova més important de ral·lis del Regne Unit i forma part del Campionat Mundial de Ral·lis. El nom actual l'ostenta des del 2003, ja que des de la seva primera edició el 1933 fins al 1997 es va anomenar RAC Rally (per Royal Automobile Club, l'entitat organitzadora) i des del 1998 fins al 2002, Ral·li de la Gran Bretanya (Rally of Great Britain). L'esdeveniment té lloc al nord del País de Gal·les.

## Denominacions de la prova

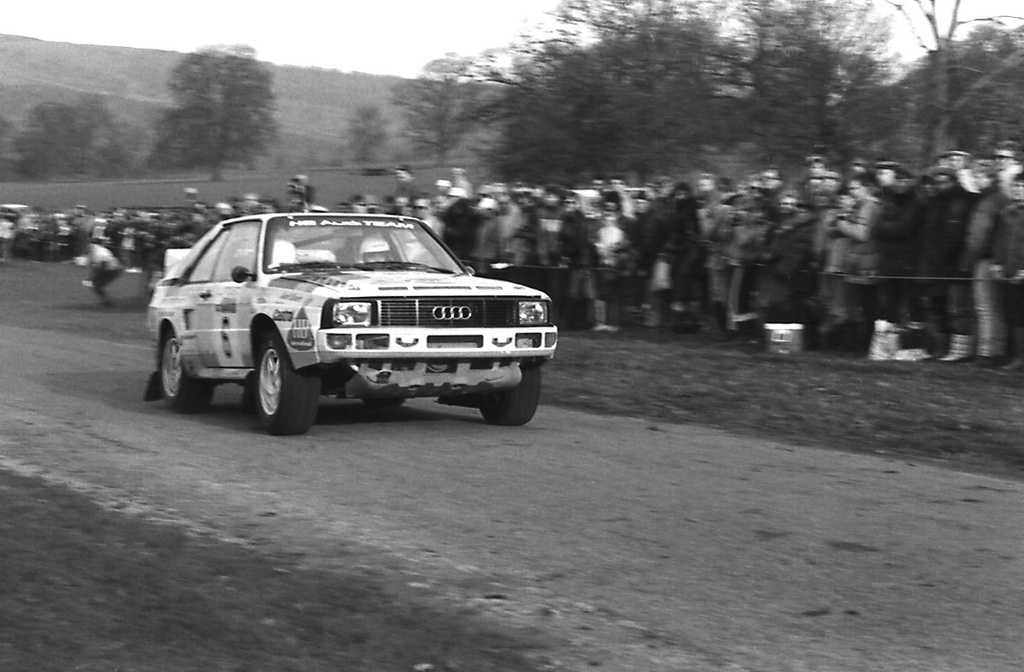
Michèle Mouton amb l'Audi al 40th Lombard RAC Rally (1984)

Fins al 1969 no hi va haver cap patrocinador que imposés directament el seu nom a la denominació oficial del Ral·li. Fou el 1970 quan el Daily Mirror va tenir la idea d'anomenar la prova Daily Mirror RAC Rally. El 1974, la prova esdevingué oficialment Lombard RAC Rally, nom que es mantingué fins que el 1993 passà a anomenar-se Network Q RAC Rally (més tard canviat a Network Q Rally of Great Britain). Quan el ral·li va canviar la seva seu a Cardiff i es va concentrar al País de Gal·les, la prova obtingué el patrocini del govern gal·lès i tornà a canviar el nom per l'actual, Wales Rally of Great Britain.
Malgrat tot, la llarga història de la cursa per tota la Gran Bretanya ha fet que hi haguessin nombroses peticions de recuperar l'esperit de l'antic RAC Rally. Per tal de satisfer aquestes demandes, s'han instaurat dos ral·lis que recorren les etapes clàssiques de la històrica prova i que no formen part del Mundial de Ral·lis: el RAC Revival Rally, per a cotxes moderns però menys potents, i el Roger Albert Clark Rally, per a cotxes anteriors a 1972.

## Èxits escandinaus
Els pilots escandinaus han obtingut sovint uns resultats excel·lents al RAC Rally. A partir de 1960 comencen a sorgir els primers guanyadors de la prova d'aquest origen, començant pel suec Erik Carlsson, amb tres victòries consecutives pilotant el Saab 96 (1960-1962). El rècord de victòries al ral·li, quatre, l'han aconseguit el finlandès Hannu Mikkola (1978-1979, 1981-1982) i el noruec Petter Solberg (2002-2005), aquest darrer l'únic a guanyar-lo quatre anys consecutius.

## Guanyadors
A 1 de juliol de 2022
| Any                    | Edició                                | Pilot                                     | Copilot               | Cotxe                       | Camp.       |
| ---------------------- | ------------------------------------- | ----------------------------------------- | --------------------- | --------------------------- | ----------- |
| 1932                   | 1st RAC Rally                         | Col. Loughborough                         |                       | Lanchester                  |             |
| 1933                   | 2nd RAC Rally                         | Miss Kitty Brunell                        |                       | AC Ace                      |             |
| 1934                   | 3rd RAC Rally                         | F R G Spikins                             |                       | Singer Le Mans              |             |
| 1935                   | No disputat                           | No disputat                               | No disputat           | No disputat                 | No disputat |
| 1936                   | 4th RAC Rally                         | C E A Westcott                            |                       | Austin 7                    |             |
| 1937                   | 5th RAC Rally                         | Jack Harrop                               |                       | Jaguar SS100                |             |
| 1938                   | 6th RAC Rally                         | Jack Harrop                               |                       | Jaguar SS100                |             |
| 1939                   | 7th RAC Rally                         | Abiegeg Fane                              |                       | BMW 328                     |             |
| 1940-1950: No disputat |                                       |                                           |                       |                             |             |
| 1951                   | 8th RAC Rally                         | Ian Appleyard                             | Mrs. Pat Appleyard    | Jaguar XK120                |             |
| 1952                   | 9th RAC Rally                         | Godfrey Imhof                             | Mrs. Barbara Frayling | Allard-Cadillac J2          |             |
| 1953                   | 10th RAC Rally                        | Ian Appleyard                             | Mrs. Pat Appleyard    | Jaguar XK120                |             |
| 1954                   | 11th RAC Rally                        | John Wallwork                             | Harold Brooks         | Triumph TR2                 |             |
| 1955                   | 12th RAC Rally                        | Jimmy Ray                                 | Brian Horrocks        | Standard Ten                |             |
| 1956                   | 13th RAC Rally                        | Lyndon Sims · Rupert Jones · Tony Ambrose |                       | Aston Martin DB2            |             |
| 1957                   | No disputat                           | No disputat                               | No disputat           | No disputat                 | No disputat |
| 1958                   | 14th RAC Rally                        | Peter Harper                              | Dr Bill Deane         | Sunbeam Rapier              |             |
| 1959                   | 15th RAC Rally                        | Gerald Burgess                            | Sam Croft-Pearson     | Ford Zephyr Six             |             |
| 1960                   | 16th RAC Rally                        | Erik Carlsson                             | Stuart Turner         | Saab 96                     |             |
| 1961                   | 17th RAC Rally                        | Erik Carlsson                             | John Brown            | Saab 96                     |             |
| 1962                   | 18th RAC Rally                        | Erik Carlsson                             | David Stone           | Saab 96                     |             |
| 1963                   | 19th RAC Rally                        | Tom Trana                                 | Sune Lundström        | Volvo PV544                 |             |
| 1964                   | 20th RAC Rally                        | Tom Trana                                 | Gunnar Thermanius     | Volvo PV544                 |             |
| 1965                   | 21st RAC Rally                        | Rauno Aaltonen                            | Tony Ambrose          | BMC Mini Cooper S 1275      |             |
| 1966                   | 22nd RAC Rally                        | Bengt Söderström                          | Gunnar Palm           | Lotus Cortina               |             |
| 1967                   | 23rd RAC Rally                        | No disputat                               | No disputat           | No disputat                 | No disputat |
| 1968                   | 24th RAC Rally                        | Simo Lampinen                             | John Davenport        | Saab 96 V4                  | ERC         |
| 1969                   | 25th RAC Rally                        | Harry Kallström                           | Gunnar Haggbom        | Lancia Fulvia 1.6 Coupé HF  | ERC         |
| 1970                   | 26th Daily Mirror RAC Rally           | Harry Kallström                           | Gunnar Haggbom        | Lancia Fulvia 1.6 Coupé HF  | IMC         |
| 1971                   | 27th Daily Mirror RAC Rally           | Stig Blomqvist                            | Arne Hertz            | Saab 96 V4                  | IMC         |
| 1972                   | 28th Daily Mirror RAC Rally           | Roger Clark                               | Tony Mason            | Ford Escort RS1600          | IMC         |
| 1973                   | 29th Daily Mirror RAC Rally           | Timo Mäkinen                              | Henry Liddon          | Ford Escort RS1600          | WRC         |
| 1974                   | 30th Lombard RAC Rally                | Timo Mäkinen                              | Henry Liddon          | Ford Escort RS1600          | WRC         |
| 1975                   | 31st Lombard RAC Rally                | Timo Mäkinen                              | Henry Liddon          | Ford Escort RS1800          | WRC         |
| 1976                   | 32nd Lombard RAC Rally                | Roger Clark                               | Stuart Pegg           | Ford Escort RS1800          | WRC         |
| 1977                   | 33rd Lombard RAC Rally                | Björn Waldegård                           | Hans Thorszelius      | Ford Escort RS1800          | WRC         |
| 1978                   | 34th Lombard RAC Rally                | Hannu Mikkola                             | Arne Hertz            | Ford Escort RS1800          | WRC         |
| 1979                   | 35th Lombard RAC Rally                | Hannu Mikkola                             | Arne Hertz            | Ford Escort RS1800          | WRC         |
| 1980                   | 36th Lombard RAC Rally                | Henri Toivonen                            | Paul White            | Talbot Sunbeam Lotus        | WRC         |
| 1981                   | 37th Lombard RAC Rally                | Hannu Mikkola                             | Arne Hertz            | Audi Quattro                | WRC         |
| 1982                   | 38th Lombard RAC Rally                | Hannu Mikkola                             | Arne Hertz            | Audi Quattro                | WRC         |
| 1983                   | 39th Lombard RAC Rally                | Stig Blomqvist                            | Björn Cederberg       | Audi Quattro A2             | WRC         |
| 1984                   | 40th Lombard RAC Rally                | Ari Vatanen                               | Terry Harryman        | Peugeot 205 Turbo 16        | WRC         |
| 1985                   | 41st Lombard RAC Rally                | Henri Toivonen                            | Neil Wilson           | Lancia Delta S4             | WRC         |
| 1986                   | 42nd Lombard RAC Rally                | Timo Salonen                              | Seppo Harjanne        | Peugeot 205 Turbo 16        | WRC         |
| 1987                   | 43rd Lombard RAC Rally                | Juha Kankkunen                            | Juha Piironen         | Lancia Delta HF 4WD         | WRC         |
| 1988                   | 44th Lombard RAC Rally                | Markku Alén                               | Ilkka Kivimäki        | Lancia Delta Integrale      | WRC         |
| 1989                   | 45th Lombard RAC Rally                | Pentti Airikkala                          | Ronan McNamee         | Mitsubishi Galant VR-4      | WRC         |
| 1990                   | 46th Lombard RAC Rally                | Carlos Sainz                              | Luis Moya             | Toyota Celica GT-Four       | WRC         |
| 1991                   | 47th Lombard RAC Rally                | Juha Kankkunen                            | Juha Piironen         | Lancia Delta Integrale 16V  | WRC         |
| 1992                   | 48th Lombard RAC Rally                | Carlos Sainz                              | Luis Moya             | Toyota Celica Turbo 4WD     | WRC         |
| 1993                   | 49th Network Q RAC Rally              | Juha Kankkunen                            | Nicky Grist           | Toyota Celica Turbo 4WD     | WRC         |
| 1994                   | 50th Network Q RAC Rally              | Colin McRae                               | Derek Ringer          | Subaru Impreza 555          | WRC         |
| 1995                   | 51st Network Q RAC Rally              | Colin McRae                               | Derek Ringer          | Subaru Impreza 555          | WRC         |
| 1996                   | 52nd Network Q RAC Rally              | Armin Schwarz                             | Denis Giraudet        | Toyota Celica GT-Four       | C2L         |
| 1997                   | 53rd Network Q RAC Rally              | Colin McRae                               | Nicky Grist           | Subaru Impreza WRC          | WRC         |
| 1998                   | 54th Network Q Rally of Great Britain | Richard Burns                             | Robert Reid           | Mitsubishi Carisma GT Evo 5 | WRC         |
| 1999                   | 55th Network Q Rally of Great Britain | Richard Burns                             | Robert Reid           | Subaru Impreza WRC          | WRC         |
| 2000                   | 56th Network Q Rally of Great Britain | Richard Burns                             | Robert Reid           | Subaru Impreza WRC          | WRC         |
| 2001                   | 57th Network Q Rally of Great Britain | Marcus Grönholm                           | Timo Rautiainen       | Peugeot 206 WRC             | WRC         |
| 2002                   | 58th Network Q Rally of Great Britain | Petter Solberg                            | Phil Mills            | Subaru Impreza WRC          | WRC         |
| 2003                   | 59th Wales Rally of Great Britain     | Petter Solberg                            | Phil Mills            | Subaru Impreza WRC          | WRC         |
| 2004                   | 60th Wales Rally of Great Britain     | Petter Solberg                            | Phil Mills            | Subaru Impreza WRC          | WRC         |
| 2005                   | 61st Wales Rally of Great Britain     | Petter Solberg                            | Phil Mills            | Subaru Impreza WRC          | WRC         |
| 2006                   | 62nd Wales Rally of Great Britain     | Marcus Grönholm                           | Timo Rautiainen       | Ford Focus RS WRC 06        | WRC         |
| 2007                   | 63rd Wales Rally of Great Britain     | Mikko Hirvonen                            | Jarmo Lehtinen        | Ford Focus RS WRC 07        | WRC         |
| 2008                   | 64th Wales Rally of Great Britain     | Sébastien Loeb                            | Daniel Elena          | Citroën C4 WRC              | WRC         |
| 2009                   | 65th Wales Rally of Great Britain     | Sébastien Loeb                            | Daniel Elena          | Citroën C4 WRC              | WRC         |
| 2010                   | 66th Wales Rally of Great Britain     | Sébastien Loeb                            | Daniel Elena          | Citroën C4 WRC              | WRC         |
| 2011                   | 67th Wales Rally of Great Britain     | Jari-Matti Latvala                        | Miikka Anttila        | Ford Fiesta RS WRC          | WRC         |
| 2012                   | 68th Wales Rally of Great Britain     | Jari-Matti Latvala                        | Miikka Anttila        | Ford Fiesta RS WRC          | WRC         |
| 2013                   | 69th Wales Rally of Great Britain     | Sébastien Ogier                           | Julien Ingrassia      | Volkswagen Polo R WRC       | WRC         |
| 2014                   | 70th Wales Rally of Great Britain     | Sébastien Ogier                           | Julien Ingrassia      | Volkswagen Polo R WRC       | WRC         |
| 2015                   | 71st Wales Rally of Great Britain     | Sébastien Ogier                           | Julien Ingrassia      | Volkswagen Polo R WRC       | WRC         |
| 2016                   | 72nd Wales Rally of Great Britain     | Sébastien Ogier                           | Julien Ingrassia      | Volkswagen Polo R WRC       | WRC         |
| 2017                   | 73rd Wales Rally of Great Britain     | Elfyn Evans                               | Daniel Barritt        | Ford Fiesta WRC             | WRC         |
| 2018                   | 74th Wales Rally of Great Britain     | Sébastien Ogier                           | Julien Ingrassia      | Ford Fiesta WRC             | WRC         |
| 2019                   | 75th Wales Rally of Great Britain     | Ott Tänak                                 | Martin Järveoja       | Toyota Yaris WRC            | WRC         |
| 2020                   | No disputat                           | No disputat                               | No disputat           | No disputat                 | No disputat |
| 2021                   | No disputat                           | No disputat                               | No disputat           | No disputat                 | No disputat |